# Salvia greggii
Salvia greggii là một loài thực vật có hoa trong họ Hoa môi. Loài này được A.Gray miêu tả khoa học đầu tiên năm 1870.

## Hình ảnh

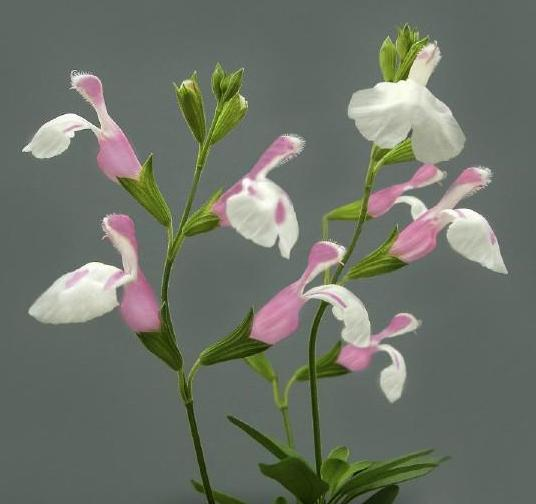
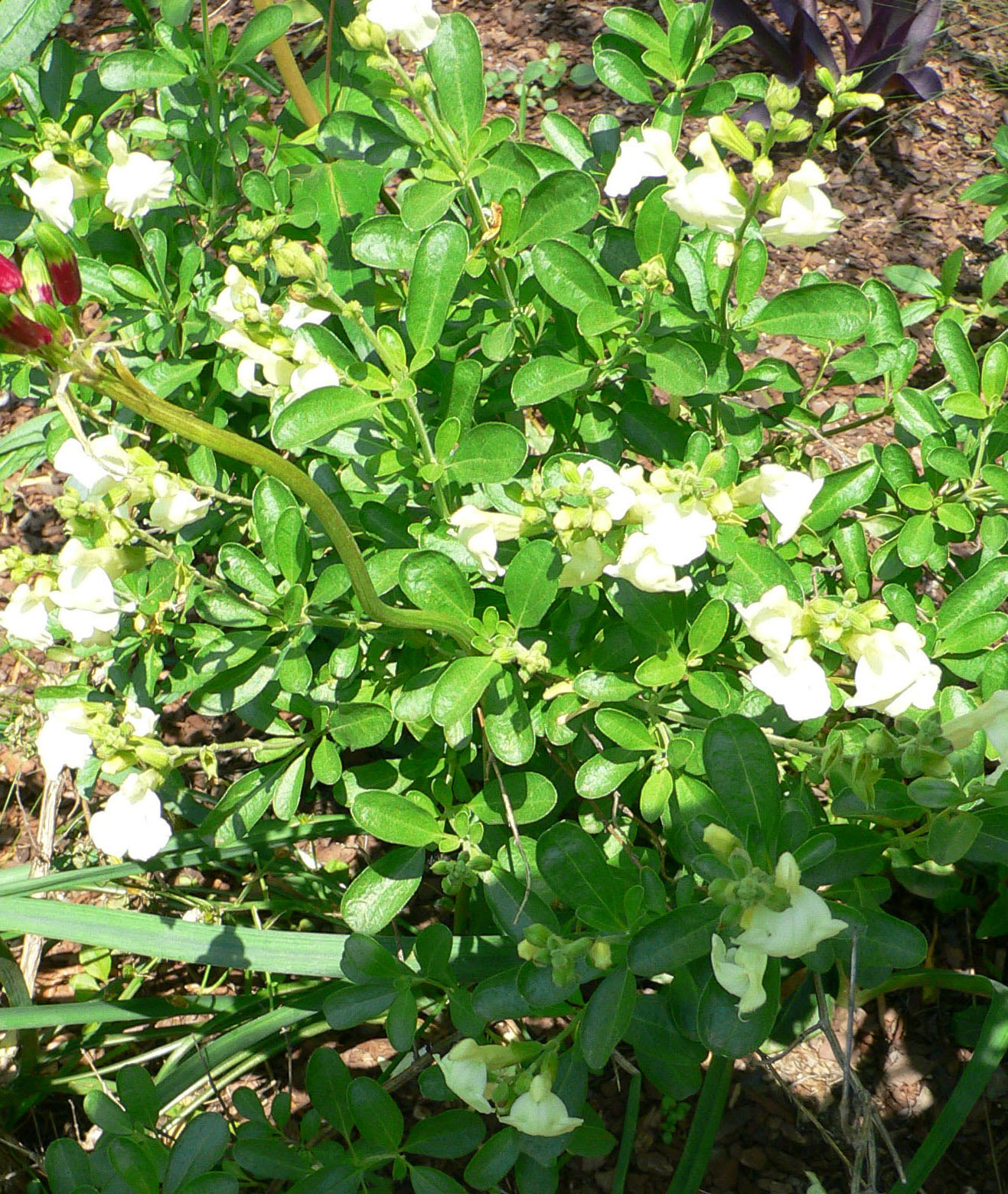
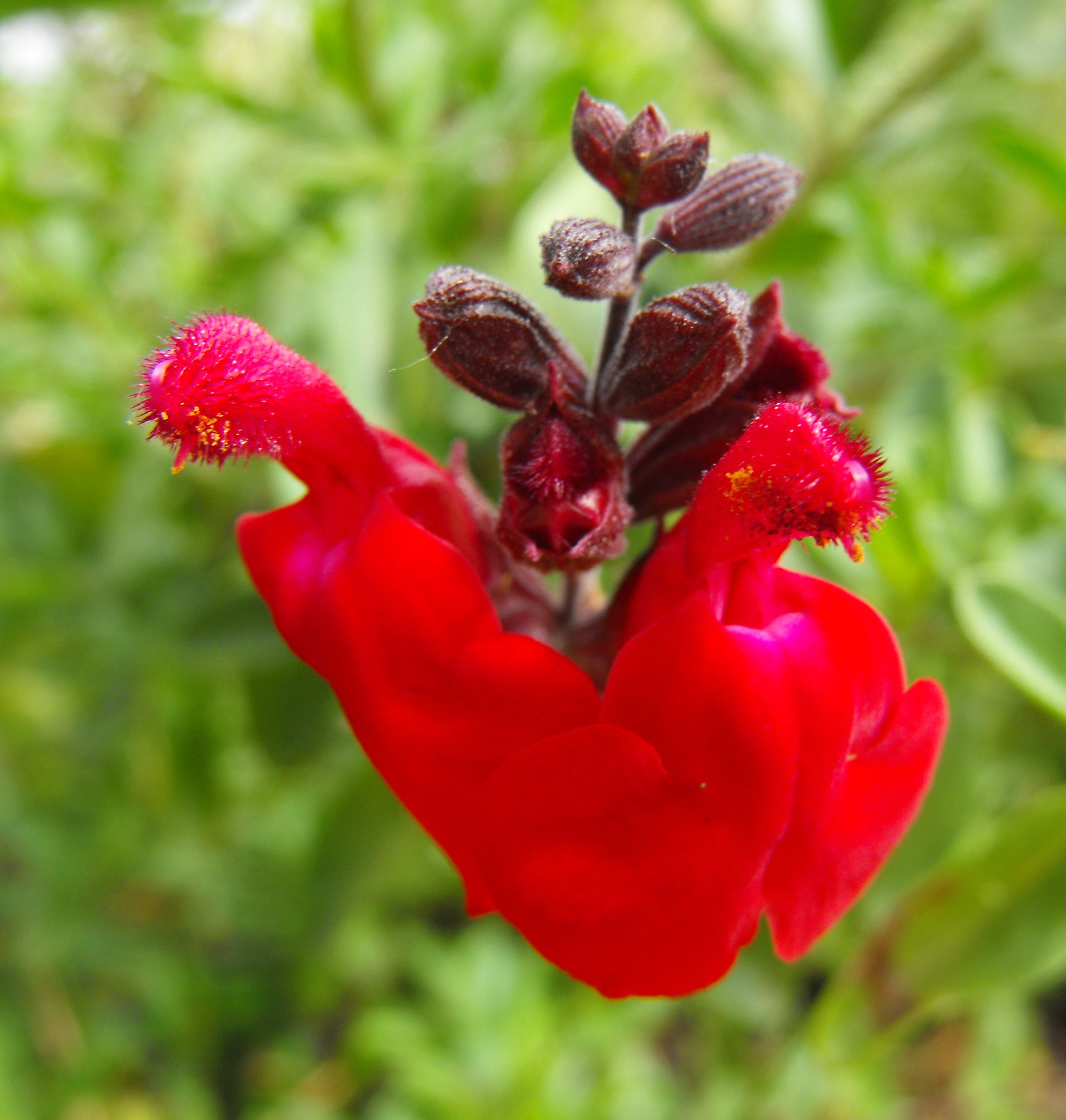
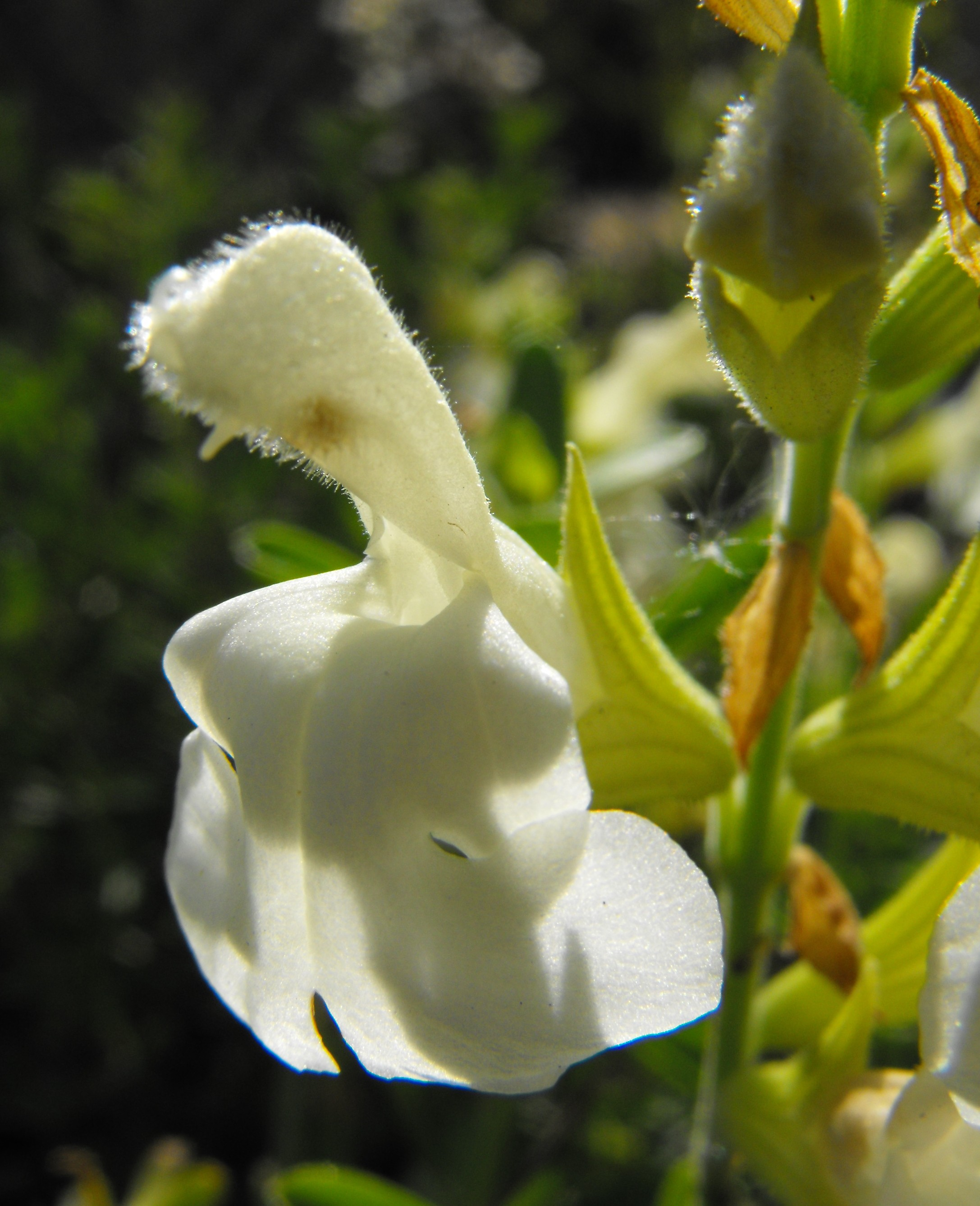